# Триплекс

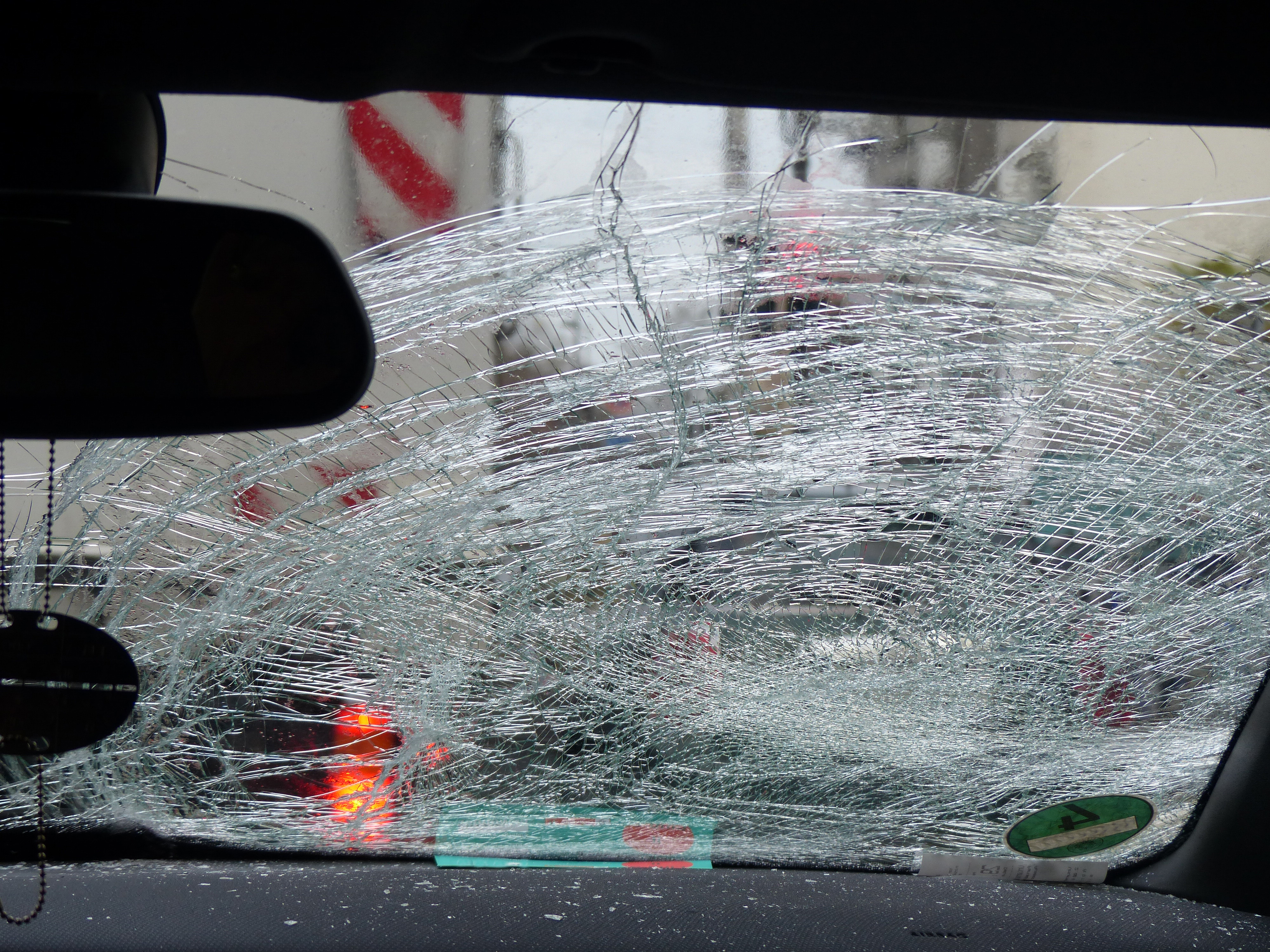
При ударе в триплексное лобовое стекло автомобиля образуется характерная сеть трещин, напоминающая паутину

Три́плекс (от лат. triplex — тройной) — многослойное стекло (два органических или силикатных стекла, склеенные между собой специальной полимерной плёнкой или фотоотверждаемой композицией, способной при ударе удерживать осколки). Как правило, изготавливается прессованием при нагреве. Изобретатель этого стекла — французский учёный-химик Эдуард Бенедиктус, который получил на него патент в 1909 году. Принцип триплекса был открыт случайно. Стеклянная колба с остатками химических реактивов упала с полки, потрескалась, но не разлетелась на осколки. Бенедиктус, впечатленный сообщениями об автомобильных катастрофах, в которых водители и пассажиры сильно травмировались осколками стекла, начал эксперименты. Русский термин триплекс является проприетарным эпонимом — товарным знаком британской компании Triplex Safety Glass (она в 1912 году получила лицензию от французской компании, созданной Бенедиктусом).
Применяется при остеклении транспортных средств (лобовых стекол автомобилей, железнодорожного подвижного состава, самолётов, судов и тому подобное), окон и фасадов зданий, бронетехники (приборы наблюдения и защитные стекла прицелов). Существуют специальные триплексы с повышенными шумопоглощающими свойствами, с электрообогревом, цветные, зеркальные, электрохромные и так далее.
Готовое стекло триплекс подвергают тестам и проверкам, среди которых — испытание стекла на сопротивляемость удару, пробиванию, свету (радиации), влажности и жаре, раскаливанию, тепловому удару, устойчивости к распадению на осколки. В России качество триплекса регламентируется государственным стандартом (ГОСТ). Качество склейки триплекса определяется качествами клея (плёнки), качеством подготовки поверхности и соблюдением режимов технологического процесса. Качество поверхности стекла определяет степень адгезии. В случае неравномерной очистки поверхности возможно образование пузырьков, областей с низкой прочностью склейки. Для контроля качества поверхности применяют приборы для измерения контактного угла смачивания поверхности.
Для производства лобовых стекол используют триплекс из незакалённого силикатного стекла. Хотя триплексы из закалённого стекла намного прочнее, они имеют недостаток: быстрая и полная потеря прозрачности из-за растрескивания по всей площади от одного сильного удара.  Незакалённый триплекс с трещинами некоторое время может использоваться до замены.